# (18527) 1996 VJ30
1996 في جاي 30 (ويعرف أيضًا باسم (18527) 1996 في جاي 30 وفق تسمية الكوكب الصغير) (بالإنجليزية: 1996 VJ30)‏ هو كويكب ضمن حزام الكويكبات؛ وترتيبه 18527 من حيث الاكتشاف.
اكتُشف هذا الجُرم الفلكي بواسطة هيروشي كانيدا في 7 نوفمبر 1996.

## وصلات خارجية
- (18527) 1996 VJ30 في قاعدة بيانات مختبر الدفع النفاث لأجرام النظام الشمسي الصغيرة

- الاكتشاف · مخطط المدار ·  العناصر المدارية · المعلمات المادية

- (18527) 1996 VJ30 على موقع ويكي سكاي: DSS2, SDSS, GALEX, IRAS, Hydrogen α, X-Ray, Astrophoto, Sky Map, Articles and images